# Калужский театр кукол
Калу́жский теа́тр ку́кол — кукольный театр в городе Калуге, с репертуаром, ориентированным на детей и юношество.

## История
Театр открыл свои двери для зрителей в 1992 году. Премьерный показ состоялся 27 марта (спектакль «Маленькая фея» по пьесе югославского драматурга Воймила Рабадана). Первым художественным руководителем Калужского театра кукол был Андрей Андреевич Косёнкин. В последующие 20 лет было поставлено более 50 спектаклей. Каждый год в репертуаре 14-15 кукольных постановок.
Долгое время театр не имел своего помещения, размещаясь и в здании театра юного зрителя и областного драматического театра. Первое постоянное помещение театр получил лишь в 1995 году. Им стал малый зал кинотеатра «Центральный», рассчитанный на 50 мест. С тех пор театр неоднократно пытались перенести в другое место или вовсе закрыть.
В 2016 году было принято решение о переносе театра в здание дома Купцовых, расположенном на улице Кирова, 48 (общая площадь здания составляет 860 м2). 27 октября 2018 года театр кукол официально обрёл собственное здание и впервые поставил в нём спектакль — сказку «Терешечка».
В новом здании открыт театральный музей кукол. Однако, окончательно переезд театра в новое здание завершится в декабре 2018 года.
Театр кукол делает постановки не только для детей, но и для взрослых. Первый такой спектакль «Кабаре Seсond Hand» состоялся 21 сентября 2017 года (режиссёр — Пётр Васильев, художник — Алевтина Торик). На новой сцене также запланированы вечерние спектакли для взрослых, в частности, «Декамерон» Джованни Боккаччо.
В числе работников театра были режиссёры: заслуженный деятель искусств, лауреат премии «Золотой софит» — Николай Боровков, лауреат премии «Золотая маска» П. Васильев, заслуженный артист РФ В. Голованов, заслуженный деятель искусств РФ, лауреат премии «Золотая маска» В. Бирюков, А. Волотовский, А. Строганов; художники: лауреат премии «Золотая маска» Алевтина Торик, О. Чистик, Л. Борисовская, Л. Липовская и другие.
В 2014—2015 годах главным режиссёром театра работал Сергей Николаевич Балыков.
Участник театральных фестивалей: 4-й Всероссийский фестиваль театров кукол «Муравейник» в Иваново,
Международный фестиваль камерных театров кукол «Театральная карусель» в городе Лобня.
ХХ Международный фестиваль «Славянские театральные встречи» в Брянске. Неоднократный победитель конкурса Департамента культуры и искусства Калужской области среди калужских театров в номинации «Лучший спектакль для детей».

## Статьи и публикации
- Татьяна Петрова. Играют в куклы 20 лет // Весть : газета. — 2012. — 8 ноября.
- Оксана Колосова. Каким будет обновлённый Театр кукол в Калуге // kp40.ru : Новостной портал. — 2016. — 11 августа.
- Калужский театр кукол сменит прописку в конце этого года // «Калуга 24» : Информационный ресурс. — 2016. — 10 февраля.
- Сергей Балыков. Театр кукол – отдельный вид искусства // SmileKaluga.ru : Культурно-развлекательный портал. — 2015. — 11 мая.
- Дмитрий Ивьев. Из Театра кукол уволился главный режиссёр // kp40.ru : Новостной портал. — 2015. — 22 июля.
- Ольга Орлова. Куклы тоже были на войне // Калужская неделя : газета. — 2015. — 15 мая.